# كولونيل ساندرز
كولونيل ساندرز (9 سبتمبر 1890 - 16 ديسمبر 1980)، متعهد أمريكي أسس سلسلة مطاعم كنتاكي. كانت اسرة ساندرز تعاني من الفقر وتدني مستوى المعيشة، فقد توفي والده وهو يبلغ من العمر 5 سنوات في العام 1895، فأصبح وامه وحيدين يصارعان الحياة ومتاعبها، فاضطرت والدته للعمل وظل يرعى اخيه واخته ويعد لهما الطعام، لم يكن يعلم هارلاند بأن هذا العمل الشاق بالنسبة لمن في عمره كان يخبئ له في المستقبل مليارات الدولارات، لقد اتقن هارلاند فن الطبخ وأصبح يعشقه وهذا سبب الخلطة الشهيرة التي صنعها.

## حياته الدراسية
رغم المصاعب التي ظلت تلاحق هارلاند منذ وفاة والده، فقد أكمل دراسته الثانوية ثم التحق بالجامعة وتخصص في قسم المحاماة، على الرغم من دراسته فقد عمل في خدمة السيارات والمزارع والإطفاء والجيش، فيبدو أنه لم يترك عملا إلا ودخل فيه، بعدما تخرج من الجامعة عمل كمحامي في أحد الشركات، ثم اشترى محطة لخدمة السيارات في ولاية كنتاكي، لقد كان يعيش حياة عادية ولم يكن يعلم بأن باب الثروة مقبل عليه.

## مشروع مطاعم كافي ساندرز
عندما بلغ عمر هارلاند 39 وذلك في عام 1929 قدم إليه أحد أصحابه وهو يتذمر من سوء الطبخ في المطاعم الموجودة بولاية كنتاكي فلمعت في فكر هارلاند فكرة إنشاء مطعم يقدم الطعام لسكان المدينة، بدء هارلاند بالعمل والتخطيط فحول أحد الغرف في المحطة التي كان يملكها إلى مطبخا لبيع الدجاج المقلي والبطاطس والخضار، فاشتهر المطعم خلال بضع شهور وأصبح مكتظا بالزبائن، فقام بإغلاق المحطة وتحويلها إلى مطعم تحت مسمى كافي ساندرز، بعد عشر سنوات اكتشف طريقة سرية لقلي الدجاج من دون الحاجة لأستخدام زيت الطبخ، لكن هارلاند لم يعجبه الوضع فكان طموحه أكبر مما عليه في ذلك الوقت، ففي عام 1949 منح من قبل حاكم ولاية كنتاكي رتبة كولونيل تكريما له، وعرض عليه عام 1953م شراء المطعم مقابل 150 الف دولار، ولكن هارلاند رفض العرض واكمل مشواره، ولكن بعد فترة قصيرة اضطر لبيع المطعم بنصف المبلغ الذي عرض عليه من قبل حاكم ولاية كنتاكيوذلك بسبب إعادة تخطيط المدينة وابتعاد شرطة وضغ السجن(فعل) مطعمه عن الطرق السريعة مما قلل عدد زبائنه.

## مشروع مطاعم كنتاكي
بعدما خسر هارلاند من تجربته السابقة لم يستسلم فبدأ بتحضير خلطته السرية وعرضها على المطاعم، ولكنه اصيب بخيبة امل أخرى، فخلال سنتين لم يستطع إلا اقناع 5 مطاعم فقط، فكان خلال هذه السنتين يسافر من ولاية لأخرى من اجل بيع الخلطة الجاهزة شيئا فشئيا. استطاع تأسيس سلسلة مطاعم دجاج كنتاكي حتى وصل إلى 200 مطعم وفي عام 1963 وصل عدد فروع مطاعم كنتاكي إلى 600 فرع، وفي تلك الفترة قرر بيع امتياز مطاعم كنتاكي إلى جان براون والمليونير جاك ماسي، مقابل مليون دولار وراتب شهري يقدر ب 40 الف دولار ثم بعد ذلك 75 الف دولار مدى الحياة، ومقعد دائم له في مجلس الإدارة.وساعد مارتن اوركان العسكري الذي يتكلم الفصحة والإنجليزية في انجاز هذا العمل والمطعم واخوه جويتس اوركان.
توفي الكولونيل هارلاند عن عمر ناهز 90 عام قضاها في صراع وكفاح لا يعرفان الملل واليأس، وما زالت مطاعم كنتاكي تواصل انتشارها بقوة حتى وصلت إلى 11 الف فرع حول العالم.

## وصلات خارجية
- كولونيل ساندرز على موقع IMDb (الإنجليزية)
- كولونيل ساندرز على موقع الموسوعة البريطانية (الإنجليزية)
- كولونيل ساندرز على موقع إن إن دي بي (الإنجليزية)
- كولونيل ساندرز على موقع قاعدة بيانات الفيلم (الإنجليزية)